# Trijntje Keever
Trijntje Cornelisdochter Keever, soprannominata De Groote Meid, in italiano "la grande ragazza" (Edam, 10 aprile 1616 – Utrecht, 2 luglio 1633), è da alcuni considerata la donna più alta nella storia, in quanto sembra avesse raggiunto i 260 cm (2,60 metri) di altezza al momento del suo decesso, avvenuto a diciassette anni. 

## Biografia
Trijntje Keever era la figlia di Cornelis Keever e Anna Pouwels: Cornelis era uno skipper olandese e Anna la sua cameriera, che sposò il 24 maggio 1605.
I genitori della ragazza la portarono alle fiere, nella speranza di guadagnare soldi in cambio della visione della ragazza. Trijntje aveva iniziato ad attirare l'attenzione del pubblico a nove anni, quando aveva già raggiunto l'altezza di 2 metri, mostrando evidenti segni di gigantismo. Una delegazione reale, costituita dal re di Boemia Federico V Elettore Palatino, sua moglie Elisabetta e la principessa Amalia di Solms-Braunfels, che all'epoca vivevano a L'Aia, le fece visita, curiosa di vedere la bambina di cui veniva detto che era "più alta di ogni uomo adulto in Europa".
Trijntje morì di cancro appena diciassettenne. Fu sepolta il 7 luglio 1633 a Edam, sua città natale: pare che il suo epitaffio recitasse "Trijntje Crelis groote meidt oudt 17 jaer" ("Trijntje Crelis, grande ragazza, di 17 anni").
Nel municipio di Edam si trova un dipinto a grandezza naturale di autore ignoto, raffigurante Trijntje in abiti civili, con una cintura, con appesi sulla destra un portachiavi e sulla sinistra un puntaspilli e un fodero con un coltello, una forchetta e un cucchiaio. Sono esposte anche le sue scarpe, che corrispondono all'attuale misura 54.